# Coroa de São Venceslau

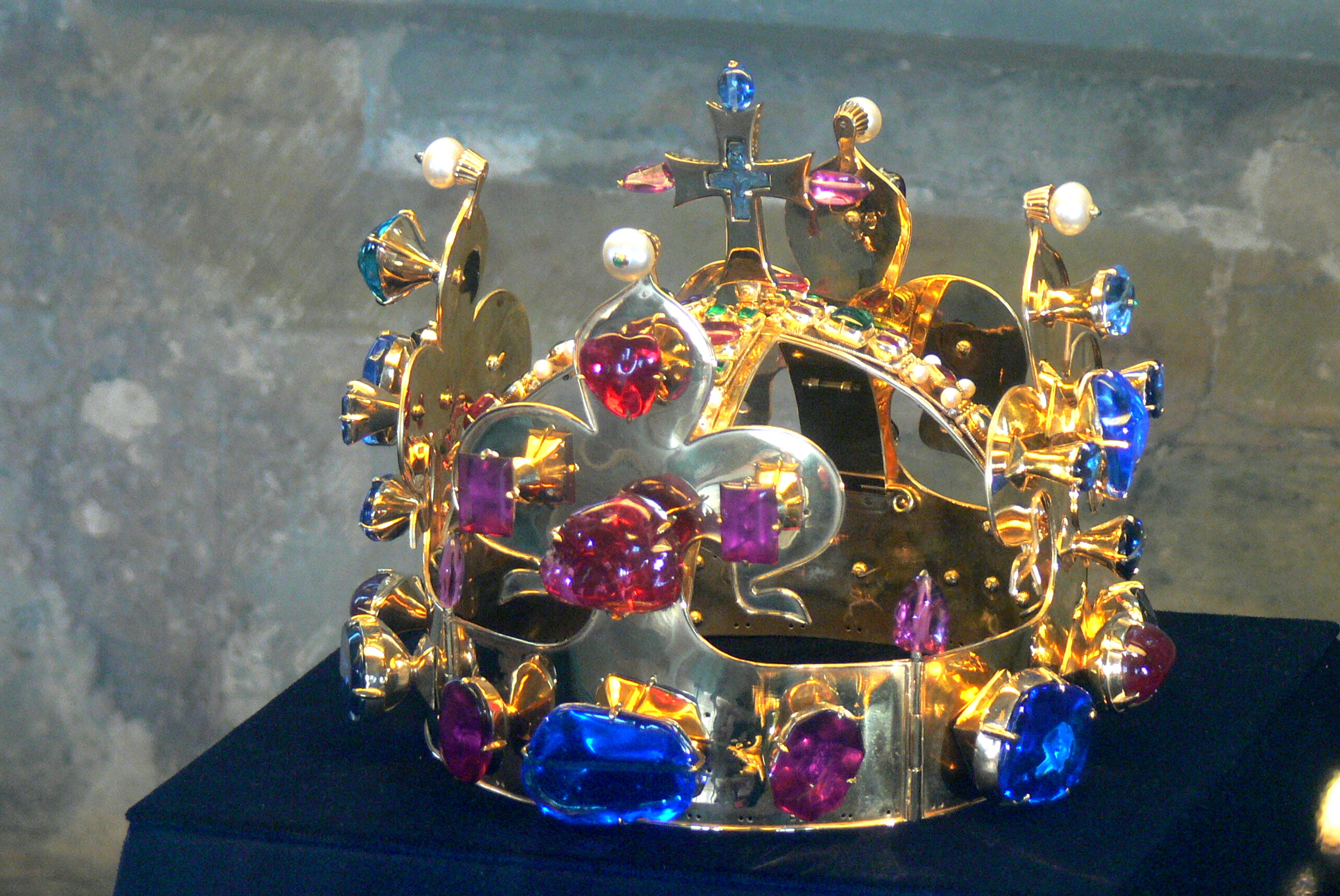
Coroa de São Venceslau

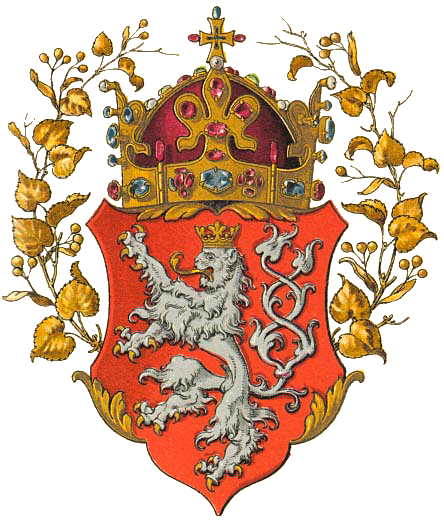
Representação heráldica da Corona de São Venceslau no escudo do Reino de Boémia (século XIX).

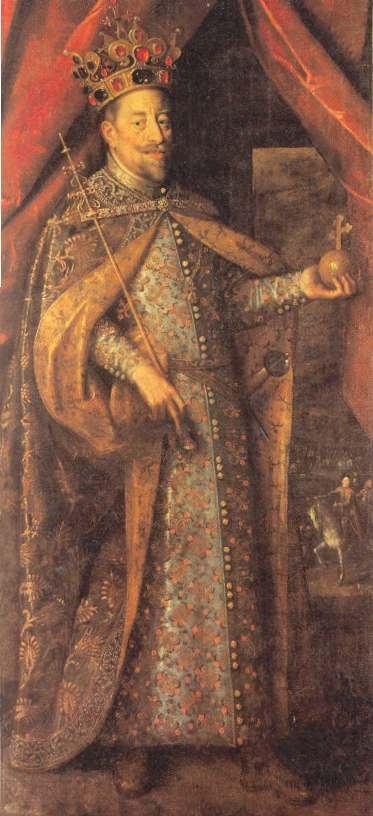
Retrado do Rei Matias I com a Coroa de São Venceslau, o cetro e o orbe.

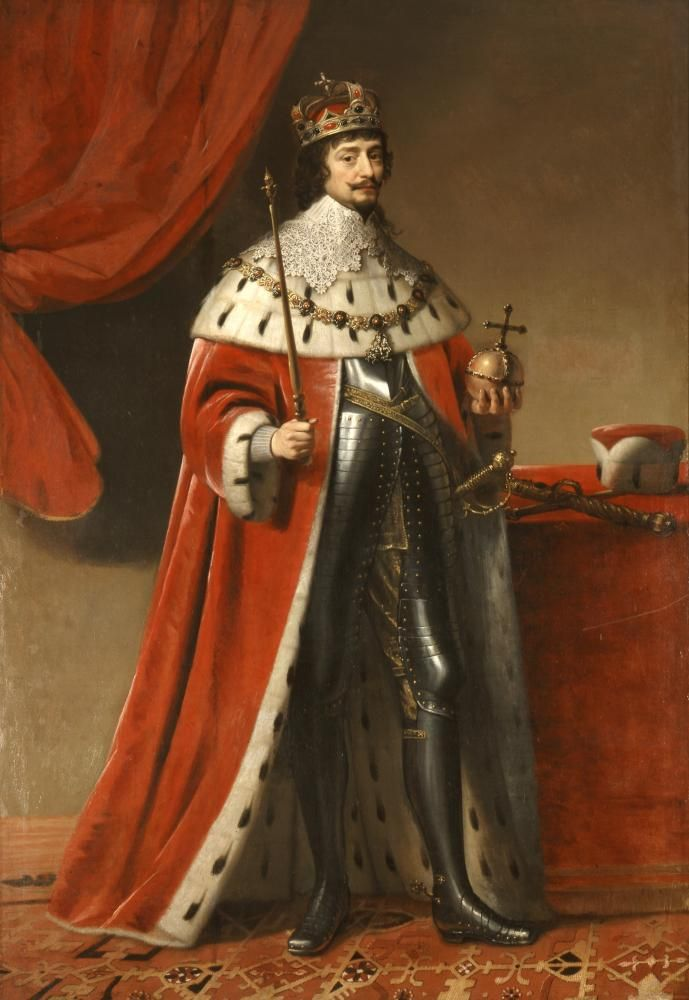
Retrado do Rei Frederico I.

A Coroa de São Venceslau (em tcheco: Svatováclavská koruna) é a peça mais destacada das Joias da Coroa da Boémia (também sendo conhecido como  Tesouro Tcheco) foi fabricada em 1347.  O décimo primeiro Rei da Boémia Carlos I membro da Casa de Luxemburgo, sendo simultaneamente o Imperador do Sacro Império Romano-Germânico, ordenou a confecção da Coroa para a cerimônia de sua Coroação e a dedicou ao padroeiro do Reino, São Venceslau.  Tal monarca legou esta joia como uma Coroa de Estado para que os futuros soberanos, ou seja, seus sucessores fossem coroados com ela.
O Rei Carlos I ordenou que a Coroa Real da Boémia permanecesse de forma permanente na Catedral de São Vito, em Praga. A última Cerimônia de Coroação de um Monarca da Boêmia foi, no ano de 1836, sendo a de Fernando V.  Tal monarca era simultaneamente Imperador da Áustria sob o nome de Fernando I
Com esta Coroa foram Coroados vinte e dois monarcas boêmios desde o século XIV.

## Desenho

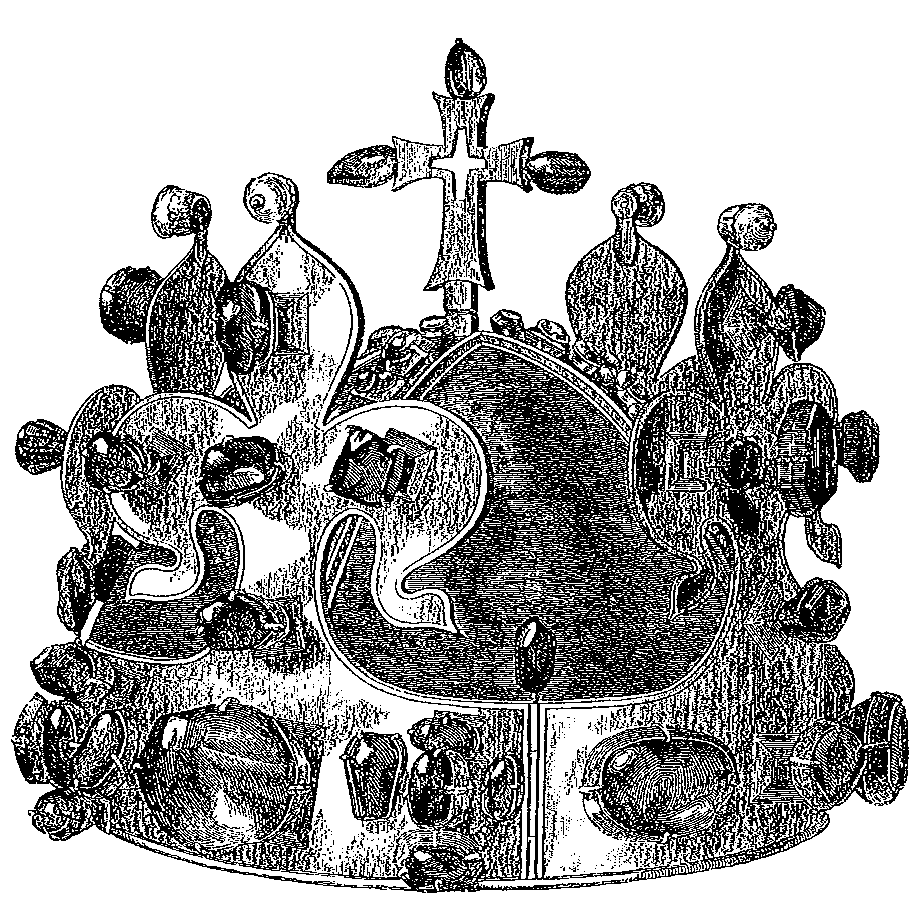
Imagem da Coroa por Joseph Scheiwla de 1857

O desenho da Coroa de São Venceslau é semelhante a Coroa anterior, que a usaram os monarcas da Dinastia Premislida. Consiste num círculo decorado em sua parte superior com quatro florones de grande tamanho, com uma forma semelhante a de lírios(um elemento da heráldica dos Reis da França).  A Coroa está fechada com quatro diademas decorados com gemas e arrematada com uma cruz de ouro, sendo adornada com um Camafeu de safira e outras pedras preciosas.
Conforme a tradição, o interior da cruz contém um (suposto) espinho da Coroa de espinhos de Cristo.
Esta Coroa foi feita com ouro de extrema pureza, de vinte e dois a vinte e quatro quilates (de 88 a 92 %) e decorada com pedras preciosas e pérolas.  Conta com um total de dezenove safiras, quarenta e quatro Espinelas, um rubi, trinta esmeraldas e vinte pérolas. Algumas destas gemas são as de maior tamanho no mundo.

## A maldição da Coroa de São Venceslau
Existe uma lenda que afirma que se a Coroa for colocada sobre a cabeça de uma pessoa que não possui  legitimidade para ser Rei, esta morrerá no prazo de um ano.
Em 1941 Reinhard Heydrich, governador nazista do Protectorado de Boêmia e Morávia, visitou a Catedral de São Vito para ver o Tesouro Tcheco.  Afirma-se que durante sua visita ele colocou a Coroa de São Venceslau em sua cabeça. Aproximadamente um ano depois, em 4 de julho de 1942, Heydrich morreu como consequência de um atentado, porém não há provas documentais de que ele realmente tenha colocado a Coroa.

## As Sete Fechaduras
As Joias da Coroa da Boémia estão sob custodiadas na Capela de São Venceslau, na Catedral de São Vito. Na esquina sudoeste da Capela existe uma porta metálica de pequeno tamanho que da acesso a Câmara da Coroa.  Nesta porta há Sete Fechaduras, que conforme a tradição para abri-las devem estar presentes os sete possuidores das chaves, sendo estes membros do Clero e do Estado. Atualmente os detentores das Sete Chaves são:
- O presidente do país;
- O primeiro ministro;
- O Arcebispo de Praga;
- Os presidentes da Câmara dos Deputados e do Senado;
- O prefeito de Praga e;
- O reitor do Capítulo Metropolitano de São Vito.

Tal tradição teve início em 1791, depois que o Rei Leopoldo II devolveu as Joias a Praga, já que anteriormente haviam sido transladadas a Viena, pela Casa de Áustria.